# Sternophoridae
Sternophoridae (лат.) — семейство псевдоскорпионов из подотряда Iocheirata.
Более 20 видов во всех регионах мира.

## Описание
Члены этого семейства обладают мелкими и средними размерами (Afrosternophorus longus до 5,8 мм) и уникальны среди псевдоскорпионов тем, что имеют псевдостернальную пластинку между широко расставленными тазиками ног II и III. Карапакс лишь слегка сужен кпереди, без глазков. Брюшко длинное, яйцевидное, тергиты и стерниты неразделенные. Все тело заметно уплощено, а короткие ноги расходятся в стороны. Поверхность тела в целом гладкая, за исключением щупиков, которые мелко гранулированы. Все щетинки прямые и простые. Оба пальца хелицер пальп имеют хорошо развитый ядовитый аппарат. Количество трихоботрий на хелицерах уменьшено до семи на неподвижном пальце и до двух-трех на подвижном пальце. Ноги монотарзатные и более или менее одинаковые, каждое бедро четко разделено на базифемур и телофемур.
Эти формы сильно модифицированы для субтропического существования и обычно встречаются под корой живых деревьев. В этом семействе описано три рода: Garyops из Центральной Америки и Вест-Индии (его синоним Sternophorus из западной Мексики, Австралии, юго-восточной Азии и Африки); Sternophorellus из Новой Гвинеи; и Idiogaryops с юга США

## Классификация
Описано более 20 видов и 3 рода.
Afrosternophorus Beier, 1967 (=Indogaryops Sivaraman, 1981, Sternophorellus Beier, 1971)
- Afrosternophorus aethiopicus (Beier, 1967)
- Afrosternophorus anabates Harvey, 1985
- Afrosternophorus araucariae (Beier, 1971)
- Afrosternophorus cavernae (Beier, 1982)
- Afrosternophorus ceylonicus (Beier, 1973)
- Afrosternophorus chamberlini (Redikorzev, 1938)
- Afrosternophorus cylindrimanus (Beier, 1951)
- Afrosternophorus dawydoffi (Beier, 1951)
- Afrosternophorus fallax Harvey, 1985
- Afrosternophorus grayi (Beier, 1971)
- Afrosternophorus hirsti (Chamberlin, 1932)
- Afrosternophorus longus Mathew & Joseph, 2021[6]
- Afrosternophorus nanus Harvey, 1985
- Afrosternophorus papuanus (Beier, 1975)
- Afrosternophorus xalyx Harvey, 1985

Garyops Banks, 1909 (=Sternophorus Chamberlin, 1923)
- Garyops centralis Beier, 1953
- Garyops depressus Banks, 1909
- Garyops ferrisi (Chamberlin, 1932) (Sternophorus ferrisi)
- Garyops sini (Chamberlin, 1923) (Sternophorus sini)

Idiogaryops Hoff, 1963
- Idiogaryops paludis (Chamberlin, 1932)
- Idiogaryops pumilus (Hoff, 1963)[7]